# ریک مورمان
ریک مورمان (هلندی: Rik Moorman؛ زادهٔ ۳ اوت ۱۹۶۱) دوچرخه‌سوار اهل هلند است.